# William i Kate
William i Kate (William & Kate, 2011) – amerykański film telewizyjny w reżyserii Marka Rosmana. Wyprodukowany przez kanał telewizyjny Lifetime; w Polsce emitowany jest za pośrednictwem kanału TVN. Nakręcony z okazji ślubu księcia Wilhelma i Catherine Middleton.

## Fabuła
Film opowiada historię od czasu jak książę Wilhelm poznał Catherine Middleton do ich zaręczyn.
Młody książę Wilhelm, zwany Willem, ma problemy na studiach. Pomaga mu koleżanka, Kate Middleton. Para przyjaźni się, a z czasem uczucie to zmienia się w miłość. Kate i Will zaczynają pokazywać się jako para, ale wszechobecne media i królewskie zobowiązania księcia przeszkadzają Kate. Z czasem dziennikarze nazywają ją „Waitie Katie”, jako że długo czeka na ślub z księciem. Para zrywa, lecz wracają do siebie po jakimś czasie. Film kończy się w chwili zaręczyn Kate i Willa.

## Obsada
- Camilla Luddington jako Catherine Middleton
- Nico Evers-Swindell jako książę Wilhelm
- Ben Cross jako książę Karol
- Serena Scott Thomas jako Carole Middleton
- Calvin Goldspink jako James Middleton
- Mary Elise Hayden jako Pippa Middleton
- Richard Reid jako Derek Rogers
- Trilby Glover jako Margaret Hemmings-Wellington
- Victoria Tennant jako Celia
- Justin Hanlon jako książę Henryk
- Christopher Cousins jako Mike Middleton
- Samantha Whittaker jako Olivia Martin
- Jonathan Patrick Moore jako Ian Musgrave
- Louise Linton jako Vanessa Rose Bellows
- Theo Cross jako Trevor
- Stephen Marsh jako profesor Durham